# Bengasi (película)
Bengasi es una película bélica italiana de 1942 dirigida por Augusto Genina y protagonizada por Fosco Giachetti, Maria von Tasnady y Amedeo Nazzari que se rodó en los estudios de Cinecittà, Roma. Concebido como un trabajo de propaganda para apoyar el régimen fascista de Benito Mussolini cuenta las atrocidades aliadas en la "Bengasi Italiana", como el asesinato de un campesino por unos soldados australianos borrachos.
Fue presentada en el Festival de Cine de Venecia y ganó la Copa Mussolini como la mejor película italiana y Fosco Giachetti como el del mejor actor. Demostró ser popular entre el público, y fue relanzado en 1955 con algunas escenas nuevas añadidas.

## Sinopsis
La película está ambientada en 1941 durante la Segunda Guerra Mundial, cuando la ciudad de Bengasi en Libia, gobernada por Italia, fue ocupada por las fuerzas británicas. Los habitantes italianos de Bengasi trabajan para resistir a los británicos y descubrir sus planes militares. Un hombre, Filippo Colleoni, parece estar colaborando con los británicos, pero en realidad está trabajando encubiertamente para la inteligencia italiana. La película termina con la ciudad siendo recapturada por las tropas italianas y su aliados alemanes.

## Reparto
- Fosco Giachetti como el capitán Enrico Berti
- Maria De Tasnady como Carla Berti
- Amedeo Nazzari como Filippo Colleoni
- Vivi Gioi como Giuliana
- Guido Notari como el podestà italiano en Benghazi
- Carlo Tamberlani como Giovanni Galassi
- Leo Garavaglia como doctor Malpini
- Laura Redi como Maria ('Fanny')
- Fedele Gentile como Antonio
- Amelia Bissi como la madre de Giovanni
- Giorgio Costantini como General Robertson
- Guglielmo Sinaz como Tropeoli
- Carlo Duse como el capitán Marchi
- Pier Giorgio Heliczer como Sandrino Berti